# PGC 1386658
LEDA/PGC 1386658 ist eine Galaxie im Sternbild Widder auf der Ekliptik. Sie ist schätzungsweise 1 Milliarde Lichtjahre von der Milchstraße entfernt und hat einen Durchmesser von etwa 160.000 Lichtjahren. Vom Sonnensystem aus entfernt sich das Objekt mit einer errechneten Radialgeschwindigkeit von näherungsweise 22.600 Kilometern pro Sekunde.
Im selben Himmelsareal befinden sich unter anderem die Galaxien NGC 1024, NGC 1028, PGC 90628, PGC 1385855.